# ナビゲーター (テレビ番組)
『ナビゲーター』は、テレビ東京系列ほかで放送されていた情報番組・ドキュメンタリー番組である。テレビ東京とインターボイス（後のCNインターボイス）の共同製作。全425回（424回＋最終回スペシャル1回）。テレビ東京系列では1994年4月8日から2002年10月5日まで放送。

## 出演者
- 司会：橋谷能理子
- 堀紘一

## 番組名の変遷
- ナビゲーター'94（1994年4月8日 - 1994年12月23日）
- ナビゲーター'95（1995年1月6日 - 1995年12月29日）
- ナビゲーター'96（1996年1月5日 - 1996年12月24日）
- ナビゲーター'97（1997年1月7日 - 1997年12月30日）
- ナビゲーター'98（1998年1月6日 - 1998年12月30日）
- ナビゲーター'99（1999年1月9日 - 1999年12月30日）
- ナビゲーター21 （2000年1月8日 - 2002年10月5日）

## ネット局と放送時間
テレビ東京系列に属さない局での放送データは、2000年当時の番組公式サイトにあった「放映時間のお知らせ」からの参考。
| 放送対象地域   | 放送局                | 系列           | 放送日時 | 備考       |
| -------------- | --------------------- | -------------- | --- | ---------- |
| 関東広域圏     | テレビ東京            | テレビ東京系列 | 金曜 22:30 - 23:00（1994年4月8日 - 1995年3月31日） 金曜 22:00 - 22:30（1995年4月7日 - 1996年3月29日） 火曜 22:30 - 23:00（1996年4月2日 - 1998年3月31日） 土曜 22:00 - 22:30（1998年4月18日 - 2000年3月18日） 土曜 23:00 - 23:30（2000年4月1日 - 2002年10月5日） | 製作局     |
| 北海道         | テレビ北海道          | テレビ東京系列 | 金曜 22:30 - 23:00（1994年4月8日 - 1995年3月31日） 金曜 22:00 - 22:30（1995年4月7日 - 1996年3月29日） 火曜 22:30 - 23:00（1996年4月2日 - 1998年3月31日） 土曜 22:00 - 22:30（1998年4月18日 - 2000年3月18日） 土曜 23:00 - 23:30（2000年4月1日 - 2002年10月5日） | 同時ネット |
| 愛知県         | テレビ愛知            | テレビ東京系列 | 金曜 22:30 - 23:00（1994年4月8日 - 1995年3月31日） 金曜 22:00 - 22:30（1995年4月7日 - 1996年3月29日） 火曜 22:30 - 23:00（1996年4月2日 - 1998年3月31日） 土曜 22:00 - 22:30（1998年4月18日 - 2000年3月18日） 土曜 23:00 - 23:30（2000年4月1日 - 2002年10月5日） | 同時ネット |
| 大阪府         | テレビ大阪            | テレビ東京系列 | 金曜 22:30 - 23:00（1994年4月8日 - 1995年3月31日） 金曜 22:00 - 22:30（1995年4月7日 - 1996年3月29日） 火曜 22:30 - 23:00（1996年4月2日 - 1998年3月31日） 土曜 22:00 - 22:30（1998年4月18日 - 2000年3月18日） 土曜 23:00 - 23:30（2000年4月1日 - 2002年10月5日） | 同時ネット |
| 岡山県・香川県 | テレビせとうち        | テレビ東京系列 | 金曜 22:30 - 23:00（1994年4月8日 - 1995年3月31日） 金曜 22:00 - 22:30（1995年4月7日 - 1996年3月29日） 火曜 22:30 - 23:00（1996年4月2日 - 1998年3月31日） 土曜 22:00 - 22:30（1998年4月18日 - 2000年3月18日） 土曜 23:00 - 23:30（2000年4月1日 - 2002年10月5日） | 同時ネット |
| 福岡県         | TXN九州 → TVQ九州放送 | テレビ東京系列 | 金曜 22:30 - 23:00（1994年4月8日 - 1995年3月31日） 金曜 22:00 - 22:30（1995年4月7日 - 1996年3月29日） 火曜 22:30 - 23:00（1996年4月2日 - 1998年3月31日） 土曜 22:00 - 22:30（1998年4月18日 - 2000年3月18日） 土曜 23:00 - 23:30（2000年4月1日 - 2002年10月5日） | 同時ネット |
| 山口県         | 山口放送              | 日本テレビ系列 | 土曜 10:00 - 10:30 | 7日遅れ    |
| 愛媛県         | 南海放送              | 日本テレビ系列 | 日曜 11:00 - 11:30 | 8日遅れ    |
| 福井県         | 福井テレビ            | フジテレビ系列 | 土曜 17:30 - 18:00 土曜 16:25 - 16:55（2001年4月から） | 7日遅れ    |
| 岐阜県         | 岐阜放送              | 独立UHF局      | 土曜 22:00 - 22:30 |            |
| 三重県         | 三重テレビ            | 独立UHF局      | 日曜 08:30 - 09:00 | 4週間遅れ  |
| 滋賀県         | びわ湖放送            | 独立UHF局      | 火曜 22:30 - 23:00 火曜 22:20 - 22:50 | 10日遅れ   |
| 奈良県         | 奈良テレビ            | 独立UHF局      | 水曜 22:00 - 22:30 | 11日遅れ   |
| 和歌山県       | テレビ和歌山          | 独立UHF局      | 土曜 22:00 - 22:30 | 7日遅れ    |